# Ołeniwka (obwód tarnopolski)
Ołeniwka (ukr. Оленівка) – wieś na Ukrainie w  obwodzie tarnopolskim, w rejonie czortkowskim.
Pod koniec XIX w. przysiółek Grzymałowa. Do 1946 roku miejscowość nosiła nazwę Eleonorówka (ukr. Елеонорівка, Ełeonoriwka). 
W II Rzeczypospolitej w powiecie skałackim województwa tarnopolskiego. W 1939 r. wieś liczyła 1100 mieszkańców, z których zdecydowaną większość stanowili Polacy. 12 lutego 1945 r. nacjonaliści ukraińscy z OUN - UPA zamordowali tutaj 80 Polaków.
W czasie okupacji niemieckiej mieszkający w Eleonorówce Polacy - Aniela Czarna (po mężu Kołaczkowska) i jej brat Aleksander oraz Maria Płatek - udzielali pomocy Żydom, za co po wojnie Instytut Jad Waszem uhonorował ich tytułami Sprawiedliwych wśród Narodów Świata.
Do 2020 w rejonie husiatyńskim.